# Psittacella
Psittacella (papagaios-tigre) é um género de papagaio da família Psittacidae.
Este género contém as seguintes espécies:
- Psittacella madaraszi
- Psittacella modesta
- Psittacella picta
- Psittacella brehmii